# 三菱・パジェロエボリューション (クロスカントリーラリーカー)
パジェロエボリューション (英語: Pajero Evolution / Montero Evolution) は、三菱自動車がダカール・ラリー参戦を目的に開発したクロスカントリーラリーカーである。

## 概要
2002年からダカール・ラリーでは市販車をベースとしないプロトタイプを認める「スーパープロダクション」規定が設置された。三菱は開発期間を確保するため、2002年大会を従来の市販車ベース パジェロラリーカーを改良したマシンで参戦した。2002年のパリモーターショーで、新開発の「パジェロエボリューション」を公開、2002年10月の UAEデザートチャレンジ2002 で実戦投入した。2002年のダカール・ラリーで 2 連勝していた三菱は、パジェロエボリューションで参戦した2003年大会から2007年大会まで勝利し、7 連勝・通算 12 勝の記録を樹立した。
三菱は2008年のダカール・ラリー参戦体制発表で2009年よりクリーンディーゼルを搭載した新型車両で参戦することを明かし、2008年7月に後継車「レーシングランサー (MRX09)」を公開した。背景にはレギュレーション上有利なディーゼルエンジンを採用する競合の性能向上に、ガソリンエンジンで対抗することが難しくなっていること。パジェロの販促として始まったダカール・ラリー参戦がCI活動に変化していたことがある。
2008年のダカール・ラリー中止後、パジェロエボリューションはいくつかのクロスカントリーラリー競技に参戦し、2008年9月に行われたダカールシリーズ第2戦のパックスラリーが最終戦となった。
開発はフランスの SBM と三菱本社の岡崎研究所・モータースポーツグループで行なわれた。車両の製造やチームの運営は SBM が担う。2002年末の 三菱自動車モータースポーツ (MMSP) 設立によるモータースポーツ組織再編で、WRC ではイギリスの MMSP Ltd. が車両開発の大部分を担い、岡崎はエンジンのみを担当するようになったが、クロスカントリーラリーでは引き続き岡崎が車両開発に関与している。

## MPR10

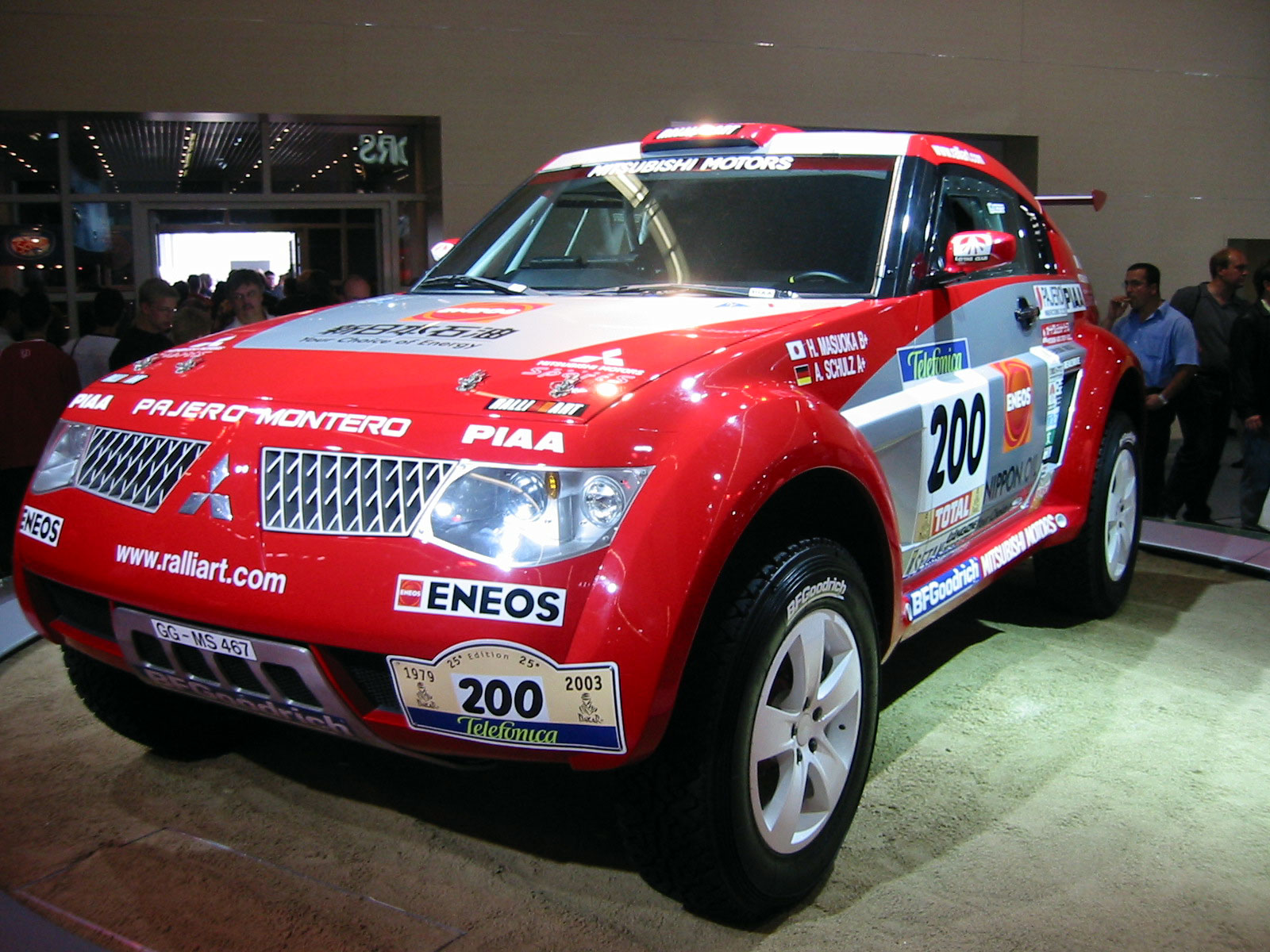
MPR10

車体
スチール製マルチチューブラーフレームに、2001年のフランクフルトモーターショーで展示した「パジェロ エボリューション コンセプトカー」を基にした CFRP 製の外装を持つ。
エンジン
従来より使用していて実績のある 6G74 エンジンを縦置きフロント・ミッドシップレイアウトで搭載する。先代のマシンに対して最大トルク値に変化はないが特性の改良 (低速トルクの強化、フラットトルク化) が行われている。
駆動系
フルタイム 4WD 方式で、フロントデフとセンターデフはビスカスカップリング LSD、リアデフは機械式 LSD を採用する。フロントデフはデフロックを備える。
衝撃入力から駆動系を保護するトルクリミッターを備える。
サスペンション
ツインダンパーのダブルウィッシュボーン式を採用する。サスペンションストロークは規定により 250 mm に制限される。
補助装備
タイヤ交換やスタック脱出に使用する油圧ジャッキを車体左右に装備する。
走行中に空気圧を調整できる空気圧調整装置を装備する。

### 2004年型
2004年のダカール・ラリー参戦車両では、排気量を 3.5 L から 4.0 L に増大させている。これにより車両重量が増え、リストリクターにより最大出力は向上していないが、低速トルクが増加することで砂丘での性能を向上させている。
「キネティック」と呼ばれる、油圧により前後の動作を連携させるスタビライザーを採用し、操縦安定性と乗り心地を向上させた。

## MPR11

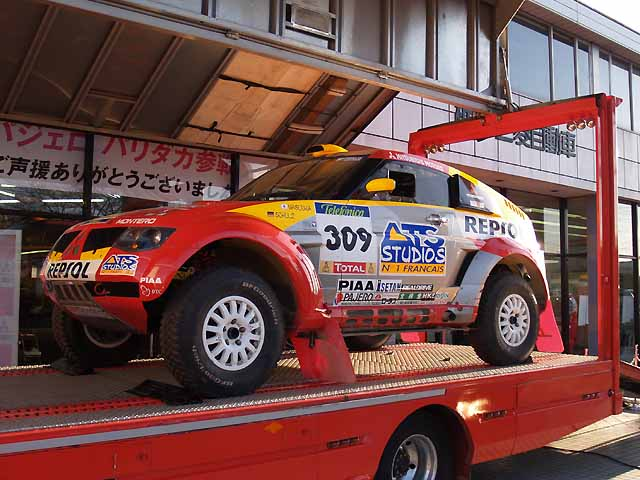
MPR11

エンジンをドライサンプ化し、燃料タンクの一部を床下に配置し低重心化を追求した。
ショックアブソーバーをドネア製から BOS 製に変更。フリクションによる発熱が低減され耐久性が向上した。
規定変更により空気圧調整装置は禁止された。対策として減圧を容易にするバルブを装備した。

## MPR12

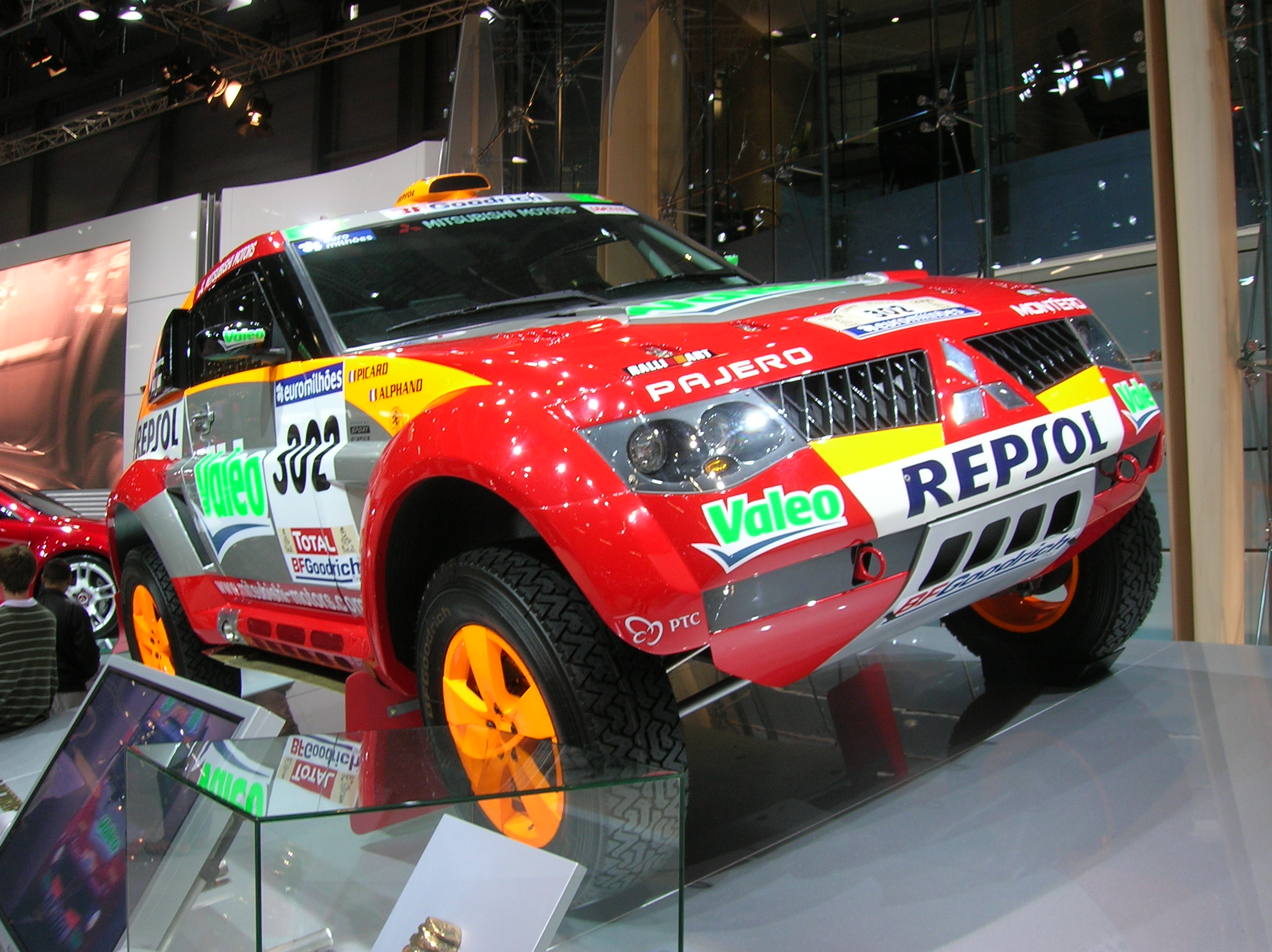
MPR12

MPR11 でトラブルの発生したピストンや、コンロッド、クランクシャフトの改良、デフ、トルクリミッターの改良など耐久性を強化した。
規定変更によりキネティック・スタビライザーは禁止された。

## MPR13

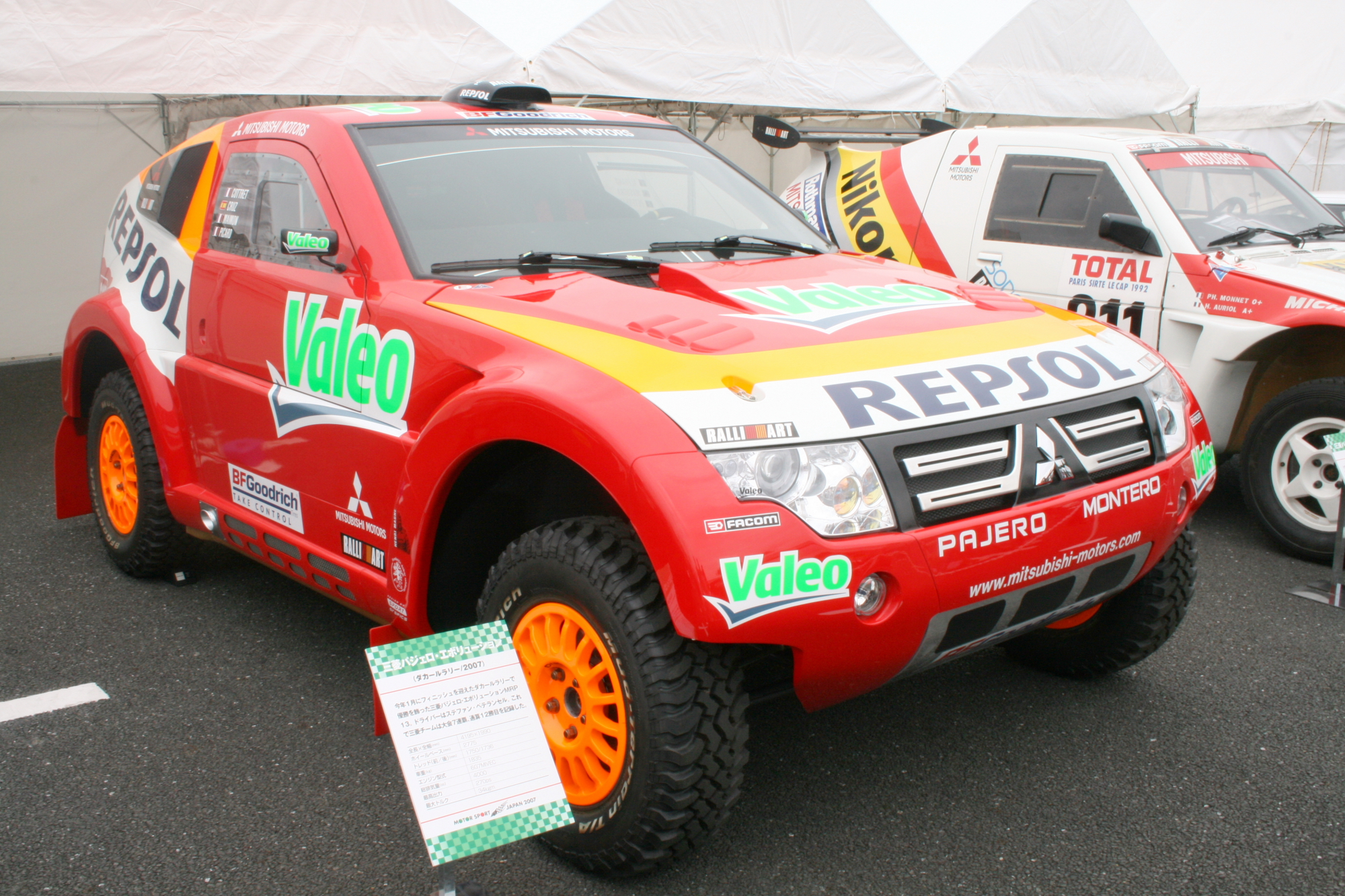
MPR13

シャシーから新規に設計しなおしたフルモデルチェンジとなる。
シャシー
従来はサブフレームを備える構造だったが、1 つのメインフレームで構成し、軽量化と剛性を向上させた。
低重心化・マスの集中化
フロア下の燃料タンクを従来の約1.5倍、全容量の半分にあたる 250 L に増やした。これによりサイドシル高が上昇し、A ピラーにヒンジを設けたガルウィング様のドア開閉形式を採用している。
リアに 4 本並べて積載していたスペアタイヤを、1本をより車体中央寄りに積載。
負担軽減
MPR12 ではロマのような座高の高いドライバーには窮屈であったため、キャビンを拡大。
パワーステアリングの改良によりキックバックを抑制。
タイヤのバルブに取り付けて指定した空気圧まで減圧できる小型のデバイスを開発し、クルーの作業負担を軽減している。
整備性
クラッチを容易に交換できる構造とし、ステージ中に 15 - 20 分で交換可能とした。

### 2008年型
規定変更によりリストリクターが小径化され、トランスミッションの段数が減らされているが、改良により2007年型を上回るパフォーマンスを確保しているという。

## MPR14
MPR13 をベースにターボディーゼルエンジンを搭載した。2008年のダカール・ラリーには MPR14 で参戦すると目されていたが、開発不足から2008年のダカール・ラリーには MPR13 で参戦するとした。また、2007年8月には後継車レーシングランサーの開発が始まっている。
2007年6月から走行テストが行われ、2008年のダカール・ラリー中止後はダカール・シリーズなどに参戦しエンジン開発を行った。
搭載するターボディーゼルエンジンの開発にあたって、ベースに適当な量産ディーゼルエンジンを持っていなかった三菱は 6G7 ガソリンエンジンをディーゼルエンジン化するという手法を採っている。エンジン開発は2006年4月に開始し、当初は2008年のダカール・ラリーに投入する予定で進められた。
過給機は三菱重工製の大小 2 つのタービンを組み合わせた2 ステージターボを 2 組搭載してツインターボを構成する。

## 諸元
| コードネーム        | コードネーム        | コードネーム         | MPR9                                                               | MPR10 (2003)                                                       | MPR10 (2004)                                                       | MPR11                                                              | MPR12                                                              | MPR13 (2007)                                                       | MPR13 (2008)                                                       | MPR14                                                              | MRX09                                                              |
| ------------------- | ------------------- | -------------------- | ------------------------------------------------------------------ | ------------------------------------------------------------------ | ------------------------------------------------------------------ | ------------------------------------------------------------------ | ------------------------------------------------------------------ | ------------------------------------------------------------------ | ------------------------------------------------------------------ | ------------------------------------------------------------------ | ------------------------------------------------------------------ |
| シャシー            | シャシー            | シャシー             | 量産モノコック                                                     | マルチチューブラーフレーム                                         | マルチチューブラーフレーム                                         | マルチチューブラーフレーム                                         | マルチチューブラーフレーム                                         | マルチチューブラーフレーム                                         | マルチチューブラーフレーム                                         | マルチチューブラーフレーム                                         | マルチチューブラーフレーム                                         |
| 全長 (mm)           | 全長 (mm)           | 全長 (mm)            | 4110                                                               | 4223                                                               | 4445                                                               | 4222                                                               | 4222                                                               | 4195                                                               | 4195                                                               | 4195                                                               | 4475                                                               |
| 全幅 (mm)           | 全幅 (mm)           | 全幅 (mm)            | 1975                                                               | 1994                                                               | 1978                                                               | 1978                                                               | 1978                                                               | 1990                                                               | 1990                                                               | 1990                                                               | 1990                                                               |
| ホイールベース (mm) | ホイールベース (mm) | ホイールベース (mm)  | 2570                                                               | 2725                                                               | 2725                                                               | 2775                                                               | 2775                                                               | 2775                                                               | 2775                                                               | 2775                                                               | 2900                                                               |
| トレッド (mm)       | トレッド (mm)       | 前                   | 1700                                                               | 1722                                                               | 1750                                                               | 1750                                                               | 1750                                                               | 1750                                                               | 1750                                                               | 1750                                                               | 1750                                                               |
| トレッド (mm)       | トレッド (mm)       | 後                   | 1700                                                               | 1722                                                               | 1736                                                               | 1736                                                               | 1755                                                               | 1750                                                               | 1750                                                               | 1750                                                               | 1750                                                               |
| 重量 (kg)           | 重量 (kg)           | 重量 (kg)            | ≥1750                                                              | 1750                                                               | 1825                                                               | 1825                                                               | 1825                                                               | 1825                                                               | 1825                                                               | 1900                                                               | 1900                                                               |
| エンジン            | エンジン            | 形式                 | 6G74 MIVEC                                                         | 6G74 MIVEC                                                         | 6G7 MIVEC                                                          | 6G7 MIVEC                                                          | 6G7 MIVEC                                                          | 6G7 MIVEC                                                          | 6G7 MIVEC                                                          | 6G7 DI-D                                                           | 6G7 DI-D                                                           |
| エンジン            | エンジン            | ボア×ストローク (mm) | 93.0 × 85.8                                                        | 93.0 × 85.8                                                        | 96.5 × 91.1                                                        | 96.5 × 91.1                                                        | 96.5 × 91.1                                                        | 96.5 × 91.1                                                        | 96.5 × 91.1                                                        | 91.1 × 76.6                                                        | 91.1 × 76.6                                                        |
| エンジン            | エンジン            | 排気量 (cc)          | 3497                                                               | 3497                                                               | 3995                                                               | 3995                                                               | 3995                                                               | 3995                                                               | 3995                                                               | 2997                                                               | 2997                                                               |
| エンジン            | エンジン            | 潤滑                 | ウエットサンプ                                                     | ウエットサンプ                                                     | ウエットサンプ                                                     | ドライサンプ                                                       | ドライサンプ                                                       | ドライサンプ                                                       | ドライサンプ                                                       | ドライサンプ                                                       | ドライサンプ                                                       |
| エンジン            | エンジン            | 過給                 | 自然吸気                                                           | 自然吸気                                                           | 自然吸気                                                           | 自然吸気                                                           | 自然吸気                                                           | 自然吸気                                                           | 自然吸気                                                           | ターボ                                                             | ターボ                                                             |
| エンジン            | エンジン            | リストリクタ径 (mm)  | ⌀32                                                                | ⌀32                                                                | ⌀32                                                                | ⌀32                                                                | ⌀32                                                                | ⌀32                                                                | ⌀31                                                                | ⌀38                                                                | ⌀38                                                                |
| エンジン            | エンジン            | 出力 (kW)            | 191                                                                | 199                                                                | 199                                                                | 199                                                                | 199                                                                | 199                                                                | 188                                                                | ≥190                                                               | ≥206                                                               |
| エンジン            | エンジン            | トルク (N·m)         | 353                                                                | 353                                                                | 417                                                                | 417                                                                | 417                                                                | 417                                                                | 412                                                                | ≥650                                                               | ≥650                                                               |
| サスペンション      | サスペンション      | 前                   | 独立懸架・ダブルウィッシュボーン式コイルスプリング・ツインダンパー | 独立懸架・ダブルウィッシュボーン式コイルスプリング・ツインダンパー | 独立懸架・ダブルウィッシュボーン式コイルスプリング・ツインダンパー | 独立懸架・ダブルウィッシュボーン式コイルスプリング・ツインダンパー | 独立懸架・ダブルウィッシュボーン式コイルスプリング・ツインダンパー | 独立懸架・ダブルウィッシュボーン式コイルスプリング・ツインダンパー | 独立懸架・ダブルウィッシュボーン式コイルスプリング・ツインダンパー | 独立懸架・ダブルウィッシュボーン式コイルスプリング・ツインダンパー | 独立懸架・ダブルウィッシュボーン式コイルスプリング・ツインダンパー |
| サスペンション      | サスペンション      | 後                   | 独立懸架・ダブルウィッシュボーン式コイルスプリング・ツインダンパー | 独立懸架・ダブルウィッシュボーン式コイルスプリング・ツインダンパー | 独立懸架・ダブルウィッシュボーン式コイルスプリング・ツインダンパー | 独立懸架・ダブルウィッシュボーン式コイルスプリング・ツインダンパー | 独立懸架・ダブルウィッシュボーン式コイルスプリング・ツインダンパー | 独立懸架・ダブルウィッシュボーン式コイルスプリング・ツインダンパー | 独立懸架・ダブルウィッシュボーン式コイルスプリング・ツインダンパー | 独立懸架・ダブルウィッシュボーン式コイルスプリング・ツインダンパー | 独立懸架・ダブルウィッシュボーン式コイルスプリング・ツインダンパー |
| 駆動系              | トランスミッション  | トランスミッション   | 6速MT                                                              | 6速シーケンシャルMT (リカルド製)                                   | 6速シーケンシャルMT (リカルド製)                                   | 6速シーケンシャルMT (リカルド製)                                   | 6速シーケンシャルMT (リカルド製)                                   | 6速シーケンシャルMT (リカルド製)                                   | 5速シーケンシャルMT (リカルド製)                                   | 5速シーケンシャルMT (リカルド製)                                   | 5速シーケンシャルMT (リカルド製)                                   |
| 駆動系              | 差動装置            | フロント             | VCU                                                                | VCU (Xtrac製)                                                      | VCU (Xtrac製)                                                      | VCU (Xtrac製)                                                      | VCU (Xtrac製)                                                      | VCU (Xtrac製)                                                      | VCU (Xtrac製)                                                      | VCU (Xtrac製)                                                      | VCU (リカルド製)                                                   |
| 駆動系              | 差動装置            | センター             | VCU                                                                | VCU                                                                | 機械式                                                             | 機械式                                                             | VCU                                                                | VCU (Xtrac製)                                                      | VCU (Xtrac製)                                                      | VCU                                                                | VCU                                                                |
| 駆動系              | 差動装置            | リア                 | 機械式                                                             | 機械式 (Xtrac製)                                                   | VCU (Xtrac製)                                                      | VCU (Xtrac製)                                                      | VCU (Xtrac製)                                                      | VCU (Xtrac製)                                                      | VCU (Xtrac製)                                                      | VCU (Xtrac製)                                                      | VCU (リカルド製)                                                   |

## 活動

### 2002年
2002年6月、現役引退を打診された篠塚建次郎が三菱を退職。替わってステファン・ペテランセルが加入した。
2002年6月のモロッコラリー以降の FIA CCR への参戦を中止し、MPR10 の開発に専念。2002年9月、パリモーターショーで MPR10 を公開。
FIA CCR 第 8 戦 UAEデザートチャレンジ2002 で MPR10 が実戦デビュー、初勝利。
| Rd | イベント                  | エントラント     | ドライバー               | コ・ドライバー         | マシン | 総合順位 |
| -- | ------------------------- | ---------------- | ------------------------ | ---------------------- | ------ | -------- |
| 8  | UAEデザートチャレンジ2002 | 三菱ラリーアート | 増岡浩                   | アンドレアス・シュルツ | MPR10  | 20       |
| 8  | UAEデザートチャレンジ2002 | 三菱ラリーアート | ステファン・ペテランセル | ジャン・ポール・コトレ | MPR10  | 1        |

### 2003年
WRC チームのチーフエンジニアを務めていたベルナール・リンダウアーがクロスカントリラリーチームに加わった。
ダカール・ラリー後、ジャン・ピエール・フォントネが引退し、テストドライバーに転向した。

#### ダカール・ラリー
2002年11月、三菱は2003年ダカール・ラリーの体制を発表。パジェロエボリューション (MPR10) 2 台 (増岡 / ペテランセル) と パジェロ 2 台 (ジャン・ピエール・フォントネ / ミキ・ビアシオン) の計 4 台を投入する。
ペテランセルは第 2 レグで首位に立ち、第 5 レグ以降の砂漠ステージが始まると3位以下を突き放した。増岡は第 5 レグで一時首位に立つものの、ミスコースやパンクで遅れて 2 番手につき、ペテランセルとの差を 30 分以内に維持してレースを進めていった。第 16 レグで、ラジエータのトラブルで失ったリードを取り戻そうとしたペテランセルがクラッシュし 3 位に後退、増岡が首位に立つ。1 位 増岡、2 位 フォントネ、3 位 ペテランセルと三菱ワークスが表彰台を独占、4 位にもカルロス・スーザ (三菱・ストラーダ) が入った。増岡は日本人初のダカール・ラリー連覇を達成。
| エントラント          | ドライバー               | コ・ドライバー         | マシン | ステージ順位 | ステージ順位 | ステージ順位 | ステージ順位 | ステージ順位 | ステージ順位 | ステージ順位 | ステージ順位 | ステージ順位 | ステージ順位 | ステージ順位 | ステージ順位 | ステージ順位 | ステージ順位 | ステージ順位 | ステージ順位 | ステージ順位 | 総合順位 |
| エントラント          | ドライバー               | コ・ドライバー         | マシン | 1            | 2            | 3            | 4            | 5            | 6            | 7            | 8            | 9            | 10           | 11           | 12           | 13           | 14           | 15           | 16           | 17           | 総合順位 |
| --------------------- | ------------------------ | ---------------------- | ------ | ------------ | ------------ | ------------ | ------------ | ------------ | ------------ | ------------ | ------------ | ------------ | ------------ | ------------ | ------------ | ------------ | ------------ | ------------ | ------------ | ------------ | -------- |
| ENEOS三菱ラリーアート | 増岡浩                   | アンドレアス・シュルツ | MPR10  | 3            | 3            | 1            | 7            | 1            | 2            | 2            | 1            | 8            | 1            | 3            | 2            | 6            | 7            | 5            | 6            | 35           | 1        |
| ATS三菱ラリーアート   | ステファン・ペテランセル | ジャン・ポール・コトレ | MPR10  | 2            | 1            | 2            | 1            | 2            | 1            | 1            | 2            | 3            | 2            | 1            | 1            | 5            | 6            | 6            | 42           | 10           | 3        |

#### FIA クロスカントリーラリー・ワールドカップ
MPR10 の開発に専念するため、第 2 戦 Optic 2000 チュニジアラリー以後、第7戦までの参戦を中止した。
第8戦 UAEデザートチャレンジ2003
2004年型の MPR10 を投入。
| Rd | イベント                    | エントラント         | ドライバー               | コ・ドライバー               | マシン | 総合順位 |
| -- | --------------------------- | -------------------- | ------------------------ | ---------------------------- | ------ | -------- |
| 1  | イタリアン・バハ 2003       | 三菱ディーラーチーム | 増岡浩                   | ジル・ピカール               | MPR10  | 1        |
| 1  | イタリアン・バハ 2003       | 三菱ディーラーチーム | ステファン・ペテランセル | ジャン・ポール・コトレ       | MPR10  | 2        |
| 2  | Optic 2000 チュニジアラリー | MMSP                 | ミキ・ビアシオン         | ティツィアーノ・シヴィエーロ | MPR10  | 2        |
| 8  | UAEデザートチャレンジ2003   | MMSP                 | ステファン・ペテランセル | ジャン・ポール・コトレ       | MPR10  | 1        |
| 8  | UAEデザートチャレンジ2003   | MMSP                 | 増岡浩                   | ジル・ピカール               | MPR10  | Ret      |
| 8  | UAEデザートチャレンジ2003   | MMSP                 | ミキ・ビアシオン         | ティツィアーノ・シヴィエーロ | MPR10  | Ret      |

### 2004年

#### ダカール・ラリー
2003年11月、三菱は2004年ダカール・ラリーの体制を発表。3 台の MPR10 と 1 台のパジェロ (アンドレア・マイヤー) を投入する。
ペテランセルは第 3 レグ以降、第 6・7 レグで増岡に明け渡したのを除いて常に首位をキープし、レースを終えた。増岡は第 6・7 レグで首位に立つものの、第 8 レグでシフトミスからギアを壊し、首位から 1 時間以上遅れた 3 位に後退、再び首位に立つことは困難となった。第 9 レグ以降 2 位をキープし、レースを終えた。ビアシオンは第 6 レグでリタイアした。
三菱は 4 連勝し大会タイ記録、通算優勝回数を 9 に伸ばし、大会記録を更新。ペテランセルは史上 2 人目の 2 輪・4 輪優勝者となった。
| エントラント              | ドライバー               | コ・ドライバー               | マシン | ステージ順位 | ステージ順位 | ステージ順位 | ステージ順位 | ステージ順位 | ステージ順位 | ステージ順位 | ステージ順位 | ステージ順位 | ステージ順位 | ステージ順位 | ステージ順位 | ステージ順位 | ステージ順位 | ステージ順位 | ステージ順位 | ステージ順位 | 総合順位 |
| エントラント              | ドライバー               | コ・ドライバー               | マシン | 1            | 2            | 3            | 4            | 5            | 6            | 7            | 8            | 9            | 10           | 11           | 12           | 13           | 14           | 15           | 16           | 17           | 総合順位 |
| ------------------------- | ------------------------ | ---------------------------- | ------ | ------------ | ------------ | ------------ | ------------ | ------------ | ------------ | ------------ | ------------ | ------------ | ------------ | ------------ | ------------ | ------------ | ------------ | ------------ | ------------ | ------------ | -------- |
| ENEOS三菱モータースポーツ | 増岡浩                   | ジル・ピカール               | MPR10  | 4            | 6            | 4            | 5            | 1            | 1            | 1            | 12           | 1            | CAN          | CAN          | 4            | 7            | 5            | 1            | 3            | 12           | 2        |
| ENEOS三菱モータースポーツ | ミキ・ビアシオン         | ティツィアーノ・シヴィエーロ | MPR10  | 3            | 5            | 7            | 3            | 8            | リタイア     | リタイア     | リタイア     | リタイア     | リタイア     | リタイア     | リタイア     | リタイア     | リタイア     | リタイア     | リタイア     | リタイア     | Ret      |
| ATS三菱モータースポーツ   | ステファン・ペテランセル | ジャン・ポール・コトレ       | MPR10  | 8            | 2            | 3            | 2            | 2            | 4            | 2            | 1            | 2            | CAN          | CAN          | 3            | 8            | 3            | 2            | 9            | 19           | 1        |

#### FIA クロスカントリーラリー・ワールドカップ
第 7 戦 UAEデザートチャレンジ
MPR11 を投入。
| Rd | イベント              | エントラント         | ドライバー               | コ・ドライバー         | マシン | 総合順位 |
| -- | --------------------- | -------------------- | ------------------------ | ---------------------- | ------ | -------- |
| 2  | チュニジアラリー      | 三菱ディーラーチーム | 増岡浩                   | ジル・ピカール         | MPR10  | 2        |
| 2  | チュニジアラリー      | 三菱ディーラーチーム | ステファン・ペテランセル | ジャン・ポール・コトレ | MPR10  | 1        |
| 3  | バハ・ポルトガル      | MMSP                 | カルロス・スーザ         | アンリ・マーニュ       | MPR10  | 1        |
| 4  | モロッコラリー        | MMSP                 | ステファン・ペテランセル | ジャン・ポール・コトレ | MPR10  | 1        |
| 4  | モロッコラリー        | MMSP                 | カルロス・スーザ         | アンリ・マーニュ       | MPR10  | 3        |
| 7  | UAEデザートチャレンジ | MMSP                 | ステファン・ペテランセル | ジャン・ポール・コトレ | MPR11  | 9        |
| 7  | UAEデザートチャレンジ | MMSP                 | 増岡浩                   | ジル・ピカール         | MPR10  | 1        |

#### FIA ヨーロピアン・バハカップ
| Rd | イベント                          | ドライバー       | コ・ドライバー   | マシン | 総合順位 |
| -- | --------------------------------- | ---------------- | ---------------- | ------ | -------- |
| 2  | バハ・ポルトガル                  | カルロス・スーザ | アンリ・マーニュ | MPR10  | 1        |
| 3  | ラリー トゥー テランデル ペニーノ | カルロス・スーザ | アンリ・マーニュ | MPR10  | 1        |
| 4  | バハ・スペイン                    | カルロス・スーザ | アンリ・マーニュ | MPR10  | 1        |

### 2005年

#### ダカール・ラリー
2004年10月、三菱は2005年ダカール・ラリーの体制を発表。ドライバーは増岡、ペテランセル、新たにホアン・ナニ・ロマとリュック・アルファンが加入。4 台の MPR11 を投入する。この 4 人のドライバーラインナップは2009年に三菱がワークス活動を終了するまで継続することになる。
三菱はアフリカに入るまで抑え、モーリタニアで攻勢を掛ける戦略を立てた。戦略どおりモーリタニア (ズエラット - ティシット) を通る第 7 レグでペテランセルが首位、アルファンが 2 位につけると、最後までその順位を保持した。増岡は第 5 レグでマシントラブルから 110 位まで後退、その後 6 位まで挽回するが第 10 レグでエンジントラブルによりリタイアした。ロマは中盤以降 5 - 8 位につけ、6 位でレースを終えた。
三菱は 5 連勝し大会記録を更新、通算優勝記録も 10 に伸ばした。
| エントラント                  | ドライバー               | コ・ドライバー         | マシン | ステージ順位 | ステージ順位         | ステージ順位 | ステージ順位 | ステージ順位 | ステージ順位 | ステージ順位 | ステージ順位       | ステージ順位 | ステージ順位 | ステージ順位 | ステージ順位 | ステージ順位 | ステージ順位 | ステージ順位 | ステージ順位 | 総合順位 |
| エントラント                  | ドライバー               | コ・ドライバー         | マシン | 1            | 2                    | 3            | 4            | 5            | 6            | 7            | 8                  | 9            | 10           | 11           | 12           | 13           | 14           | 15           | 16           | 総合順位 |
| ----------------------------- | ------------------------ | ---------------------- | ------ | ------------ | -------------------- | ------------ | ------------ | ------------ | ------------ | ------------ | ------------------ | ------------ | ------------ | ------------ | ------------ | ------------ | ------------ | ------------ | ------------ | -------- |
| 三菱自動車レプソルATSスタジオ | ステファン・ペテランセル | ジャン・ポール・コトレ | MPR11  | 9            | セレモニアルスタート | 2            | 2            | 16           | 1            | 1            | ステージキャンセル | 2            | 1            | 3            | 2            | 1            | 7            | 5            | 11           | 1        |
| 三菱自動車レプソルATSスタジオ | 増岡浩                   | アンドレアス・シュルツ | MPR11  | 2            | セレモニアルスタート | 8            | 16           | 124          | 2            | 5            | ステージキャンセル | 5            | リタイア     | リタイア     | リタイア     | リタイア     | リタイア     | リタイア     | リタイア     | Ret      |
| 三菱自動車レプソルATSスタジオ | リュック・アルファン     | ジル・ピカール         | MPR11  | 5            | セレモニアルスタート | 6            | 4            | 5            | 4            | 4            | ステージキャンセル | 1            | 2            | 2            | 3            | 2            | 8            | 6            | 12           | 2        |
| 三菱自動車レプソルATSスタジオ | ホアン・ナニ・ロマ       | アンリ・マーニュ       | MPR11  | 23           | セレモニアルスタート | 20           | 14           | 17           | 16           | 7            | ステージキャンセル | 63           | 8            | 9            | 9            | 5            | 4            | 14           | 8            | 6        |

#### FIA クロスカントリーラリー・ワールドカップ
第 6 戦 UAEデザートチャレンジ
MPR12 を投入。
| Rd | イベント                                                | エントラント                  | ドライバー               | コ・ドライバー         | マシン | 総合順位 |
| -- | ------------------------------------------------------- | ----------------------------- | ------------------------ | ---------------------- | ------ | -------- |
| 1  | ポー・ラス・パンパスラリー / パタゴニア〜アタカマラリー | 三菱自動車レプソルATSスタジオ | ステファン・ペテランセル | ジャン・ポール・コトレ | MPR11  | 2        |
| 2  | チュニジアラリー                                        | 三菱自動車レプソルATSスタジオ | リュック・アルファン     | ジル・ピカール         | MPR11  | 1        |
| 2  | チュニジアラリー                                        | 三菱自動車レプソルATSスタジオ | 増岡浩                   | パスカル・メモン       | MPR11  | 3        |
| 3  | モロッコラリー                                          | 三菱自動車レプソルATSスタジオ | ステファン・ペテランセル | ジャン・ポール・コトレ | MPR11  | Ret      |
| 3  | モロッコラリー                                          | 三菱自動車レプソルATSスタジオ | ホアン・ナニ・ロマ       | アンリ・マーニュ       | MPR11  | Ret      |
| 6  | UAEデザートチャレンジ2005                               | 三菱自動車レプソルATSスタジオ | ステファン・ペテランセル | ジャン・ポール・コトレ | MPR12  | 1        |
| 6  | UAEデザートチャレンジ2005                               | 三菱自動車レプソルATSスタジオ | ホアン・ナニ・ロマ       | アンリ・マーニュ       | MPR12  | 17       |

#### FIA インターナショナルカップ・クロスカントリーバハ
| Rd | イベント                | ドライバー               | コ・ドライバー         | マシン | 総合順位 |
| -- | ----------------------- | ------------------------ | ---------------------- | ------ | -------- |
| 3  | バハ・スペイン          | ステファン・ペテランセル | ジャン・ポール・コトレ | MPR11  | 2        |
| 3  | バハ・スペイン          | リュック・アルファン     | ジル・ピカール         | MPR11  | ?        |
| 3  | バハ・スペイン          | ホアン・ナニ・ロマ       | アンリ・マーニュ       | MPR11  | 1        |
| 5  | バハ アンタ ダ セラ 500 | 増岡浩                   | パスカル・メモン       | MPR11  | Ret      |
| 5  | バハ アンタ ダ セラ 500 | リュック・アルファン     | ジル・ピカール         | MPR11  | 1        |

### 2006年

#### ダカール・ラリー
2005年11月、三菱は2006年ダカール・ラリーの体制を発表。4 台の MPR12 を投入する。当時ガソリンエンジンよりトルクが強く吸気制限の緩いディーゼルエンジンの優位性は明らかであったが、ガソリンエンジンのパワーバンドの広さを武器に戦った。
三菱は前年同様モーリタニアで攻勢を掛ける戦略。増岡は第 4 レグでロールケージを損傷するほどの転倒を喫しリタイアした。ズエラット - アタールを通る第 7 レグでアルファンが首位、ペテランセルが 2 位に立ち、続く第 8 レグで順位を入れ替えてペテランセルが首位に立った。第 9 ステージ、ペテランセルはステージ優勝を獲り、2 輪・4 輪合わせて通算ステージ優勝 51 勝の新記録を樹立した。第12ステージ、ペテランセルがクラッシュして 4 位に後退、替わってアルファンが首位に立った。
最終的にアルファンが 1 位、ロマが 3 位、ペテランセルが 4 位となり、三菱は大会記録を 6 連勝・通算 11 勝に更新した。
| エントラント             | ドライバー               | コ・ドライバー         | マシン | ステージ順位 | ステージ順位 | ステージ順位 | ステージ順位 | ステージ順位 | ステージ順位 | ステージ順位 | ステージ順位 | ステージ順位 | ステージ順位 | ステージ順位 | ステージ順位 | ステージ順位 | ステージ順位 | ステージ順位       | 総合順位 |
| エントラント             | ドライバー               | コ・ドライバー         | マシン | 1            | 2            | 3            | 4            | 5            | 6            | 7            | 8            | 9            | 10           | 11           | 12           | 13           | 14           | 15                 | 総合順位 |
| ------------------------ | ------------------------ | ---------------------- | ------ | ------------ | ------------ | ------------ | ------------ | ------------ | ------------ | ------------ | ------------ | ------------ | ------------ | ------------ | ------------ | ------------ | ------------ | ------------------ | -------- |
| レプソル三菱ラリーアート | ステファン・ペテランセル | ジャン・ポール・コトレ | MPR12  | 12           | 6            | 3            | 14           | 1            | 6            | 1            | 3            | 1            | 3            | 11           | 60           | 7            | 14           | ステージキャンセル | 4        |
| レプソル三菱ラリーアート | 増岡浩                   | パスカル・メモン       | MPR12  | 13           | 4            | 2            | リタイア     | リタイア     | リタイア     | リタイア     | リタイア     | リタイア     | リタイア     | リタイア     | リタイア     | リタイア     | リタイア     | ステージキャンセル | Ret      |
| レプソル三菱ラリーアート | リュック・アルファン     | ジル・ピカール         | MPR12  | 7            | 2            | 11           | 3            | 5            | 5            | 2            | 5            | 2            | 15           | 3            | 1            | 1            | 8            | ステージキャンセル | 1        |
| レプソル三菱ラリーアート | ホアン・ナニ・ロマ       | アンリ・マーニュ       | MPR12  | 6            | 5            | 6            | 11           | 3            | 12           | 6            | 4            | 5            | 2            | 13           | 6            | 5            | 18           | ステージキャンセル | 3        |

#### FIA クロスカントリーラリー・ワールドカップ
第 4 戦 モロッコラリー
最終日、クラッシュによりロマのコ・ドライバー、アンリ・マーニュが死亡する事故が発生、チームは競技から撤退した。
第 5 戦 UAEデザートチャレンジ
MPR13 を投入。
| Rd | イベント                   | エントラント             | ドライバー               | コ・ドライバー         | マシン | 総合順位 |
| -- | -------------------------- | ------------------------ | ------------------------ | ---------------------- | ------ | -------- |
| 1  | ポー・ラス・パンパスラリー | レプソル三菱ラリーアート | リュック・アルファン     | ジル・ピカール         | MPR12  | 1        |
| 1  | ポー・ラス・パンパスラリー | レプソル三菱ラリーアート | ホアン・ナニ・ロマ       | アンリ・マーニュ       | MPR12  | 2        |
| 2  | チュニジアラリー           | レプソル三菱ラリーアート | ステファン・ペテランセル | ジャン・ポール・コトレ | MPR12  | 1        |
| 2  | チュニジアラリー           | レプソル三菱ラリーアート | 増岡浩                   | パスカル・メモン       | MPR12  | 28       |
| 3  | トランス・イベリコラリー   | レプソル三菱ラリーアート | リュック・アルファン     | ジル・ピカール         | MPR12  | 3        |
| 3  | トランス・イベリコラリー   | レプソル三菱ラリーアート | ホアン・ナニ・ロマ       | アンリ・マーニュ       | MPR12  | 2        |
| 4  | モロッコラリー             | レプソル三菱ラリーアート | ステファン・ペテランセル | ジャン・ポール・コトレ | MPR12  | 撤退     |
| 4  | モロッコラリー             | レプソル三菱ラリーアート | 増岡浩                   | パスカル・メモン       | MPR12  | 撤退     |
| 4  | モロッコラリー             | レプソル三菱ラリーアート | ホアン・ナニ・ロマ       | アンリ・マーニュ       | MPR12  | 撤退     |
| 5  | UAEデザートチャレンジ      | レプソル三菱ラリーアート | ステファン・ペテランセル | ジャン・ポール・コトレ | MPR13  | 2        |
| 5  | UAEデザートチャレンジ      | レプソル三菱ラリーアート | リュック・アルファン     | ジル・ピカール         | MPR12  | 1        |
| 5  | UAEデザートチャレンジ      | レプソル三菱ラリーアート | 増岡浩                   | パスカル・メモン       | MPR12  | 7        |

### 2007年

#### ダカール・ラリー
2006年11月、三菱は2007年ダカール・ラリーの体制を発表。モロッコラリーの事故でコ・ドライバーを喪ったロマは、ルーカス・クルス・センラとコンビを組む。
第 1 レグからフォルクスワーゲン (VW) が先行し、アフリカに入ってからも三菱はパンクやクラッチトラブルに悩まされ、第7レグを終えて休息日を迎えた時点でジニエル・ド・ヴィリエ (VW) 1 位、カルロス・サインツ (VW) 2 位、ペテランセル 3 位、アルファン 4 位、増岡 5 位となった。
休息日明けの2レグはマラソンステージとなる。第 8 レグでサインツがマシントラブルから後退したことにより、ペテランセルとアルファンが 1 つ順位を上げた。第 9 レグ、ド・ヴィリエとサインツがマシントラブルにより後退し、ペテランセルが首位、アルファンが 2 位に立った。その後最後まで順位を保持した。
今大会で三菱は一度もステージ優勝を獲ることなく、総合 1 位・2 位を獲得し、大会記録を 7 連勝・通算 12 勝に更新した。
| エントラント             | ドライバー               | コ・ドライバー           | マシン | ステージ順位 | ステージ順位 | ステージ順位 | ステージ順位 | ステージ順位 | ステージ順位 | ステージ順位 | ステージ順位 | ステージ順位 | ステージ順位 | ステージ順位 | ステージ順位 | ステージ順位 | ステージ順位 | ステージ順位 | 総合順位 |
| エントラント             | ドライバー               | コ・ドライバー           | マシン | 1            | 2            | 3            | 4            | 5            | 6            | 7            | 8            | 9            | 10           | 11           | 12           | 13           | 14           | 15           | 総合順位 |
| ------------------------ | ------------------------ | ------------------------ | ------ | ------------ | ------------ | ------------ | ------------ | ------------ | ------------ | ------------ | ------------ | ------------ | ------------ | ------------ | ------------ | ------------ | ------------ | ------------ | -------- |
| レプソル三菱ラリーアート | ステファン・ペテランセル | ジャン・ポール・コトレ   | MPR13  | 8            | 4            | 3            | 10           | 2            | 5            | 2            | 2            | 3            | 4            | 移動日       | 6            | 2            | 11           | 51           | 1        |
| レプソル三菱ラリーアート | 増岡浩                   | パスカル・メモン         | MPR13  | 10           | 5            | 7            | 6            | 10           | 23           | 4            | 9            | 4            | 2            | 移動日       | 19           | 15           | 13           | 23           | 5        |
| レプソル三菱ラリーアート | リュック・アルファン     | ジル・ピカール           | MPR13  | 17           | 3            | 4            | 7            | 4            | 8            | 6            | 3            | 2            | 6            | 移動日       | 3            | 6            | 7            | 53           | 2        |
| レプソル三菱ラリーアート | ホアン・ナニ・ロマ       | ルーカス・クルス・センラ | MPR13  | 7            | 2            | 8            | 4            | 5            | 14           | 110          | 12           | 5            | 8            | 移動日       | 5            | 8            | 26           | 10           | 13       |

#### FIA クロスカントリーラリー・ワールドカップ
| Rd | イベント                    | エントラント             | ドライバー               | コ・ドライバー           | マシン | 総合順位 |
| -- | --------------------------- | ------------------------ | ------------------------ | ------------------------ | ------ | -------- |
| 1  | Rally Vodafone Transiberico | レプソル三菱ラリーアート | リュック・アルファン     | ジル・ピカール           | MPR13  | 4        |
| 1  | Rally Vodafone Transiberico | レプソル三菱ラリーアート | ホアン・ナニ・ロマ       | ルーカス・クルス・センラ | MPR13  | 2        |
| 3  | ポー・ラス・パンパスラリー  | レプソル三菱ラリーアート | リュック・アルファン     | ジル・ピカール           | MPR13  | 1        |
| 5  | UAEデザートチャレンジ       | レプソル三菱ラリーアート | ステファン・ペテランセル | ジャン・ポール・コトレ   | MPR13  | 1        |
| 5  | UAEデザートチャレンジ       | レプソル三菱ラリーアート | リュック・アルファン     | ジル・ピカール           | MPR13  | Ret      |
| 5  | UAEデザートチャレンジ       | レプソル三菱ラリーアート | ホアン・ナニ・ロマ       | ルーカス・クルス・センラ | MPR13  | Ret      |

#### FIA インターナショナルカップ・クロスカントリーバハ
| Rd | イベント    | エントラント             | ドライバー               | コ・ドライバー           | マシン | 総合順位 |
| -- | ----------- | ------------------------ | ------------------------ | ------------------------ | ------ | -------- |
| 2  | Baja Espana | レプソル三菱ラリーアート | ステファン・ペテランセル | ジャン・ポール・コトレ   | MPR13  | 1        |
| 2  | Baja Espana | レプソル三菱ラリーアート | ホアン・ナニ・ロマ       | ルーカス・クルス・センラ | MPR13  | 2        |

### 2008年

#### ダカール・ラリー
2007年11月、三菱は2008年ダカール・ラリーの体制を発表。2009年よりクリーンディーゼルを搭載した新型車両で参戦することを明かした。
車検最終日、スタート前日の1月4日に ASO は大会中止を発表した。

#### ダカールシリーズ
2008年3月、中止されたダカール・ラリーの代替として 1 年前倒しで開始されたダカールシリーズに参戦することを表明した。
セントラルヨーロッパラリー
ペテランセルは第 2 レグで首位に立ったが、第 5 レグでカルロス・サインツ (VW) に逆転され、勝利を逃した。
アルファンとロマは 3 - 6 位の間にいたが、ロマは第 6 レグでパワーステアリングのトラブルにより大きく後退した。
MPR14 で出場した増岡は、SS3A でパンク修理中に、コ・ドライバーのメモンが近くを通過した車両と接触し、骨折したことによりリタイアした。
パックスラリー
パジェロエボリューションが参戦する最後のイベントとなる。
ペテランセルは第 1 レグは他車両の起こした埃による視界不良とパンクにより 6 位。第 2 レグで 3 位、第 3 レグで 2 位と順位を上げていき、最終レグで首位に立ちパジェロエボリューションに最後の勝利をもたらした。
アルファンは第 1 レグで首位に立ち、第 2 レグも首位をキープしたが、第 3 レグで 3 位に順位を落とした。第 4・5 レグも 3 位をキープした。
| Rd | イベント                   | エントラント             | ドライバー               | コ・ドライバー           | マシン | 総合順位 |
| -- | -------------------------- | ------------------------ | ------------------------ | ------------------------ | ------ | -------- |
| 1  | セントラルヨーロッパラリー | レプソル三菱ラリーアート | ステファン・ペテランセル | ジャン・ポール・コトレ   | MPR13  | 2        |
| 1  | セントラルヨーロッパラリー | レプソル三菱ラリーアート | リュック・アルファン     | ジル・ピカール           | MPR13  | 4        |
| 1  | セントラルヨーロッパラリー | レプソル三菱ラリーアート | ホアン・ナニ・ロマ       | ルーカス・クルス・センラ | MPR13  | 32       |
| 1  | セントラルヨーロッパラリー | レプソル三菱ラリーアート | 増岡浩                   | パスカル・メモン         | MPR14  | Ret      |
| 2  | パックスラリー             | レプソル三菱ラリーアート | ステファン・ペテランセル | ジャン・ポール・コトレ   | MPR13  | 1        |
| 2  | パックスラリー             | レプソル三菱ラリーアート | リュック・アルファン     | ジル・ピカール           | MPR13  | 3        |
| 2  | パックスラリー             | レプソル三菱ラリーアート | ホアン・ナニ・ロマ       | ルーカス・クルス・センラ | MPR13  | 6        |

#### FIA クロスカントリーラリー・ワールドカップ
| Rd | イベント                    | エントラント             | ドライバー               | コ・ドライバー           | マシン | 総合順位 |
| -- | --------------------------- | ------------------------ | ------------------------ | ------------------------ | ------ | -------- |
| 2  | Rally Vodafone Transiberico | レプソル三菱ラリーアート | ステファン・ペテランセル | ジャン・ポール・コトレ   | MPR13  | 5        |
| 2  | Rally Vodafone Transiberico | レプソル三菱ラリーアート | リュック・アルファン     | ジル・ピカール           | MPR13  | 1        |
| 2  | Rally Vodafone Transiberico | レプソル三菱ラリーアート | ホアン・ナニ・ロマ       | ルーカス・クルス・センラ | MPR14  | 20       |

#### FIA インターナショナルカップ・クロスカントリーバハ
Baja España Aragón
MPR14 で出場した増岡は SS4 でコースアウトした際に、同じ箇所でコースアウトした車両が引き起こした火災に巻き込まれリタイアすることとなった。
| Rd | イベント           | エントラント             | ドライバー           | コ・ドライバー           | マシン | 総合順位 |
| -- | ------------------ | ------------------------ | -------------------- | ------------------------ | ------ | -------- |
| 3  | Baja España Aragón | レプソル三菱ラリーアート | 増岡浩               | パスカル・メモン         | MPR14  | Ret      |
| 3  | Baja España Aragón | レプソル三菱ラリーアート | リュック・アルファン | ジル・ピカール           | MPR13  | Ret      |
| 3  | Baja España Aragón | レプソル三菱ラリーアート | ホアン・ナニ・ロマ   | ルーカス・クルス・センラ | MPR13  | 2        |